# NGC 1229
NGC 1229 è una lontana e vasta galassia a spirale barrata situata nella costellazione dell'Eridano, a una distanza di circa 516 milioni di anni luce dalla nostra Via Lattea.

## Scoperta
La galassia è stata scoperta nel 1886 dall'astronomo statunitense Francis Leavenworth.

## Descrizione
Con le galassie NGC 1228, NGC 1230 e IC 1892, NGC 1229 forma una catena di galassie incluse nell'Atlas of Peculiar Galaxies di Halton Arp con il codice ARP 332.
NGC 1229 ha una classe di luminosità II e presenta una larga riga a 21 cm dell'idrogeno neutro. È inoltre una galassia attiva del tipo Seyfert 2.
Data la sua luminosità superficiale pari a 14,35, NGC 1229 può essere classificata come una galassia a bassa luminosità superficiale (nella letteratura in lingua inglese abbreviata in LSB, acronimo di Low Surface Brightness). Le galassie LSB sono galassie di tipo diffuso (D) con una luminosità superficiale inferiore di almeno una magnitudine a quella del cielo notturno circostante.